# Castlevania: Order of Shadows
Castlevania: Order of Shadows è un videogioco a piattaforme con elementi action RPG per telefoni cellulari, che fa parte della serie Castlevania.

## Trama
Desmond Belmont e le sue due sorelle, Zoe e Dolores, sono alla ricerca di un culto chiamato "l'Ordine" che sta cercando di resuscitare Dracula.  Questo gioco si svolge alla fine del XVII secolo ed è una storia secondaria rispetto al canone ufficiale. Il giocatore assume il ruolo di Desmond Belmont, l'erede della frusta Ammazzavampiri.

## Modalità di gioco
Order of Shadows possiede uno stile di gioco simile ai capitoli di Castlevania usciti dopo Symphony of the Night, ovvero sono presenti elementi tipici da gioco di ruolo (statistiche, abilità, inventario ecc).

## Sviluppo
In origine, la trama ruotava attorno a un personaggio di nome Gryff LaRue e alla sua famiglia di "maghi e streghe", ma essa fu poi modificata poiché il clan Belmont era sempre stato ritratto come una "famiglia di guerrieri". Dopo la riscrittura, la storia venne corretta per essere più simile alle storie tradizionali di Castlevania, facendo per esempio impugnare a Desmond Belmont una frusta invece di un'ascia o una spada. Il gioco venne costruito "da zero" per essere giocato sui telefoni cellulari.